# Agapanthia fallax
Agapanthia fallax är en skalbaggsart som beskrevs av Holzschuh 1974. Agapanthia fallax ingår i släktet Agapanthia och familjen långhorningar. Inga underarter finns listade i Catalogue of Life.